# Poicu
Poicu je desna pritoka rijeke Crișul Repede u Rumunjskoj. Ulijeva se u Crișul Repede u Ciucei. Duljina joj je 14 km, a površina porječja 41 km2.